# Modave
Modave és un municipi belga de la província de Lieja a la regió valona, regat pel riu Hoyoux, el Ry de Pailhe i el Bonne. El 2018 tenia uns 4200 habitants.

## Història

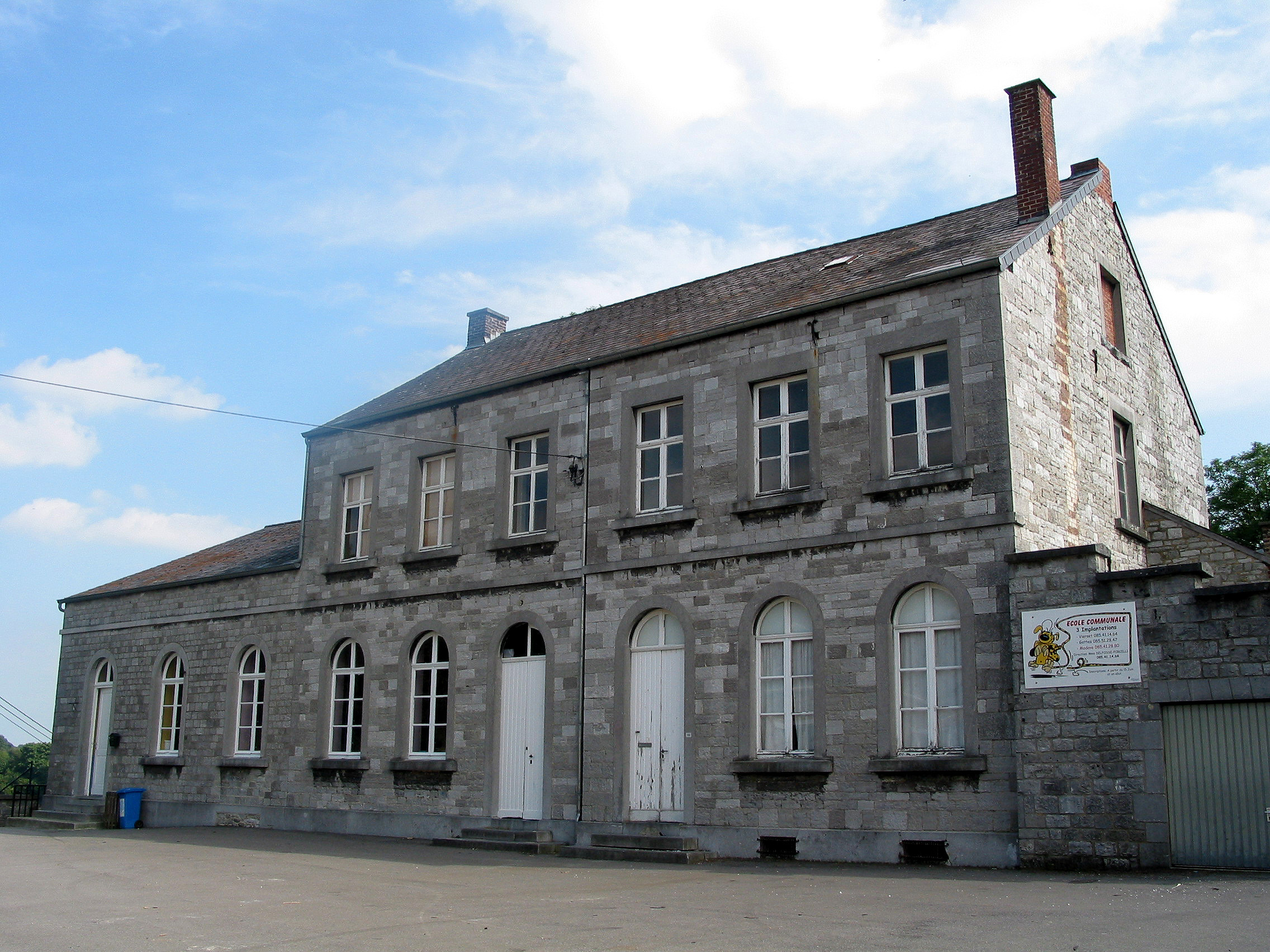
Escola municipal

Es van trobar traces neolítiques a diversos llocs del municipi. La font et la capella de Genoveva al poble de Strée van construir-se damunt un santuari gal·lloromà dedicat a la deessa Viradechtis. La cultura gal·loromana persisteix en la toponímia: camp romain, voie des Romains (trad.: via dels romans) i el nucli Strée que prové de via strata (carrer calçat) de Tongeren a Arlon.

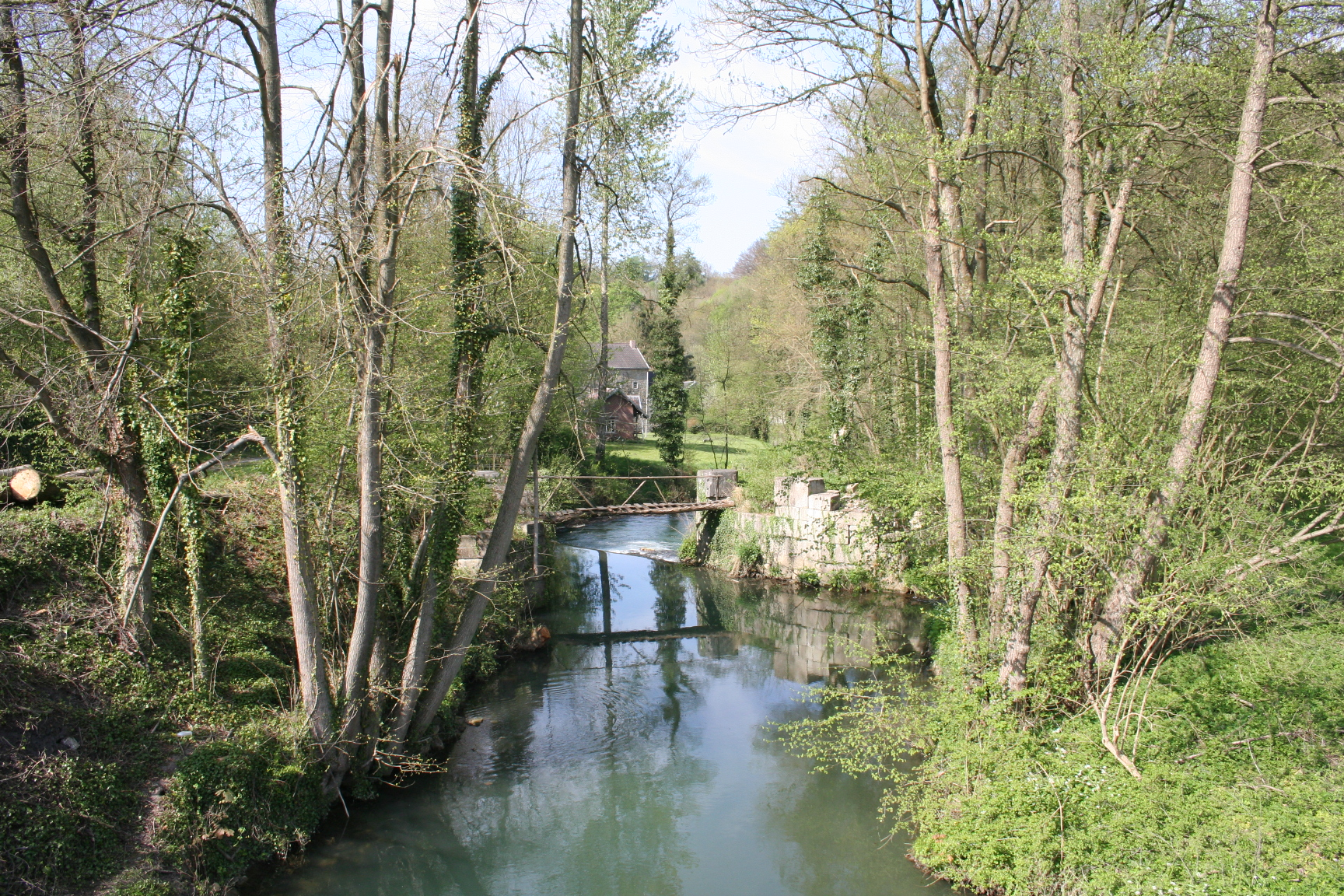
El riu Hoyoux a Modave

Petit-Modave era un feu de l'abadia de Neufmoustier a Huy. Un primer esment escrit de Parvum Mandalium es troba en una butlla d'Alexandre III del 1178. A l'edat mitjana, Petit i Grand-Modave eren dues senyories separades. Des de l'inici del segle xvi els dos pobles van reunir-se en una senyoria que pertanyia a la família de Hosden. Des d'aleshores, els pobles van passar d'heretatge per casament a diverses famílies nobles del principat de Lieja: els de Berlaymont, els de Liverloo, els de Marchin, el cardenal Francesc Egon de Fürstemberg, els de Ville i els de Montmorrency. De Fürstemberg, primer ministre del príncep-bisbe Maximilià Enric de Baviera (i candidat fracassat a la seva successió) va eixamplar el castell i construir una masia castral impressionant.
El 1668, el fuster-enginyer Rennequin Sualem va construir una màquina per a pujar les aigües de l'Hoyoux de 50 metres per a alimentar les fontanes del castell de Modave. Després, va ser convidat per a construir un sistema semblant per al castell de Versalles.
A l'inici del segle xx, la CIBE-BIWM (la companyia pública de les Aigües de Brussel·les, des de 2006 anomenada Vivaqua) va començar a explotar, sota la pressió de Leopold II les aigües minerals excel·lents del subsòl de Petit-Modave. Per a protegir la zona de captació moltes cases, masies i molins històrics van derrocar-se entre 1912 i 1942 i el veïnat va desaparèixer. Des del 1942 el castell és una possessió de Vivaqua. La reserva natural fa part de la xarxa Natura 2000.

## Economia
Al segle xix l'explotació de les mines de carbó i de ferro va aturar-se. Aleshores la indústria de l'extracció de pedra calcària i de marbre, i els derivats (molins, calciners…) va desenvolupar-se. A la riba de l'Hoyoux es van construir molts tallers mecànics que aprovitaven la força hidràulica del riu. El moviment cooperatiu hi va florir. El pedraire Georges Hubin (1863-1947), futur diputat i ministre d'esta Belga en va ser un exponent.

## Nuclis
- Modave: Grand-Modave i Petit-Modave
- Outrelouxhe
- Strée
- Vierset-Barse

## Punts d'interès turístic
- Castell de Modave
- el Pont de Bonne i el « Camp romà »
- Vieux-Barse
- el casal de Royseux
- L'església de Sant Martí de Modave
- L'església de Strée
- La capella de santa Genoveva
- La capella de Limet
- El Castell de Vierset
- El Castell de Strée
- El passeig per a trànsit lent Ravel, La Traversine al llit dels antics ferrocarrils 126 Ciney-Statte i 127 Statte-Landen

## Persones de Modave
- Rennequin Sualem (1645 – 1708) fuster i enginyer
- Georges Hubin (°1863 a Bouvignes-sur-Meuse, mort el 1947 a Vierset-Barse), pedraire, diputat pel partit socialista i ministre d'estat